# Stranda-Möre kontrakt
Stranda-Möre kontrakt är ett kontrakt av Växjö stift inom Svenska kyrkan i Kalmar län.
Kontraktskoden är 0615. Sedan 1 januari 2020 är Anders Byström kontraktsprost.

## Administrativ historik
Kontraktets bildades 2012 av församlingarna från Södra Möre kontrakt och Stranda och Handbörds kontrakt.
I Stranda-Möre kontrakt ingår: Döderhults församling, Emmaboda pastorat, Högsby pastorat, Mönsterås-Fliseryds pastorat, Nybro pastorat, Oskarshamns församling, Torsås pastorat, och Ålems församling.

## Kontraktsprostar
| Ämbetstid | Namn           | Levnadstid | Övrigt                              |
| --------- | -------------- | ---------- | ----------------------------------- |
| 2025      | Anders Byström |            | Kyrkoherde i Döderhults församling. |